# Marc-Sven Nater
Marc-Sven Nater (21 de marzo de 1965) es un deportista suizo que compitió en remo.
Ganó una medalla de plata en el Campeonato Mundial de Remo de 1990, en la prueba de cuatro scull. Participó en dos Juegos Olímpicos de Verano, en los años 1984 y 1992, ocupando el cuarto lugar en Barcelona 1992, en el cuatro scull.

## Palmarés internacional
| Campeonato Mundial | Campeonato Mundial   | Campeonato Mundial | Campeonato Mundial |
| Año                | Lugar                | Medalla            | Prueba             |
| ------------------ | -------------------- | ------------------ | ------------------ |
| 1990               | Tasmania (Australia) | Medalla de plata   | Cuatro scull       |